# Pterotaea cariosa
Pterotaea cariosa là một loài bướm đêm trong họ Geometridae.